# Drosophila subpalustris
Drosophila subpalustris är en tvåvingeart som beskrevs av Spencer 1942. Drosophila subpalustris ingår i släktet Drosophila och familjen daggflugor.
Artens utbredningsområde är delstaterna Ohio och South Carolina i USA.